# Тяньцзиньский трамвай
Тяньцзиньский трамвай — трамвайная система, действовавшая в китайском городе Тяньцзинь с 1906 по 1972 (предположительно) год.

## История
Электрический трамвай открылся в Тяньцзине 16 февраля 1906 года. К 1933 году протяжённость трамвайной сети достигла 14 км, а количество трамваев составляло 116.
Также имелась конка, не связанная с сетью электрического трамвая.
Трамвай в Тяньцзине закрылся в начале семидесятых годов, предположительно в 1972 году.